# Crkva sv. Jakova (Radoboj)
Crkva sv. Jakova  je rimokatolička crkva u mjestu Gorjani Sutinski, općini Radoboj zaštićeno kulturno dobro.

## Opis dobra
Smještena na vrhu brijega, izvan naselja Gorjani Sutinski, najveća gotička crkva Hrvatskog zagorja, zadržala je do danas gotovo u potpunosti svoj izvorni gabarit. Sastoji se od volumena sakristije, svetišta i lađe te zvonika sa sjeverne strane. Svetište je ojačano kontraforima, a izvorno je bilo svođeno križno-rebrastim svodom. U lađi je crkva imala tabulat i starije, drveno, oslikano pjevalište. Pripadala je pavlinskom samostanu u Lepoglavi. Crkva je barokizacijom u drugoj polovici 18. stoljeća dobila barokni svod u lađi, pjevalište, južnu sakristiju i oltare. S obzirom na devastaciju u II. svjetskom ratu, od malo preostalog inventara naročitu vrijednost ima gotički kip Madone.

## Zaštita
Pod oznakom Z-2230 zavedena je kao nepokretno kulturno dobro – pojedinačno, pravnog statusa zaštićena kulturnog dobra, klasificirano kao "sakralna graditeljska baština".